# Badavanahalli (B), Challakere
Badavanahalli (B) là một làng thuộc tehsil Challakere, huyện Chitradurga, bang Karnataka, Ấn Độ.